# Amonia-boran
Amonia-boran, còn được gọi là borazan, là một hợp chất hóa học có công thức BNH6. Chất rắn không màu hoặc màu trắng là hợp chất của bor-nitơ-hydride. Hợp chất này có ứng dụng tiềm năng là nguồn nhiên liệu hydro, nhưng hiện tại chủ yếu sử dụng trong học thuật.

## Điều chế
Cho amonia tác dụng với boran dưới xúc tác THF, ta thu được amonia-boran:
| +{\displaystyle {\ce {->[THF]}}} |
| -------------------------------- |